# Ivyland
Ivyland är en kommun (borough) i Bucks County i Pennsylvania. Vid 2010 års folkräkning hade Ivyland 1 041 invånare.